# Mont-Saint-Jean (Côte-d’Or)
Mont-Saint-Jean ist eine französische Gemeinde mit 257 Einwohnern (Stand: 1. Januar 2022) im Département Côte-d’Or in der Region Bourgogne-Franche-Comté; sie gehört zum Arrondissement Beaune und zum Kanton Arnay-le-Duc.

## Geographie
Mont-Saint-Jean liegt etwa 48 Kilometer westsüdwestlich von Dijon. Umgeben wird Mont-Saint-Jean von den Nachbargemeinden Missery und Fontangy im Nordwesten und Norden, Charny im Norden und Nordosten, Thorey-sous-Charny im Nordosten, Chailly-sur-Armançon im Osten und Südosten, Marcilly-Ogny im Süden sowie Thoisy-la-Berchère im Südwesten und Westen.

## Bevölkerungsentwicklung
| Jahr                       | 1962 | 1968 | 1975 | 1982 | 1990 | 1999 | 2006 | 2013 | 2019 |
| Einwohner                  | 352  | 335  | 283  | 271  | 270  | 262  | 256  | 254  | 239  |
| Quellen: Cassini und INSEE |      |      |      |      |      |      |      |      |      |

## Sehenswürdigkeiten
- Burganlage
- Kirche Saint-Jean-Baptiste
- Priorei Saint-Pierre in Glanot
- Herrenhaus in Gincey, um 1570 erbaut
- Waschhaus

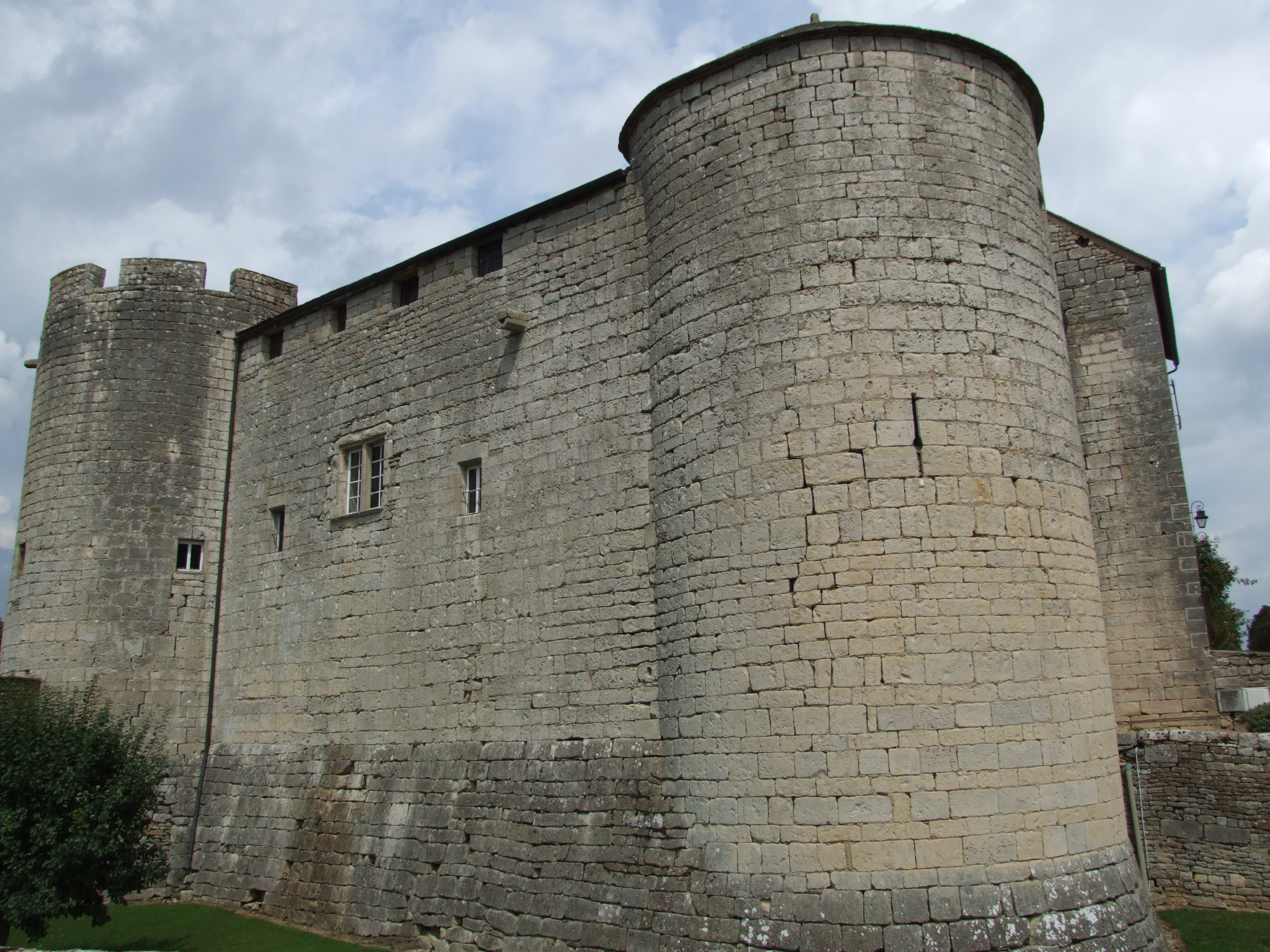
Burganlage
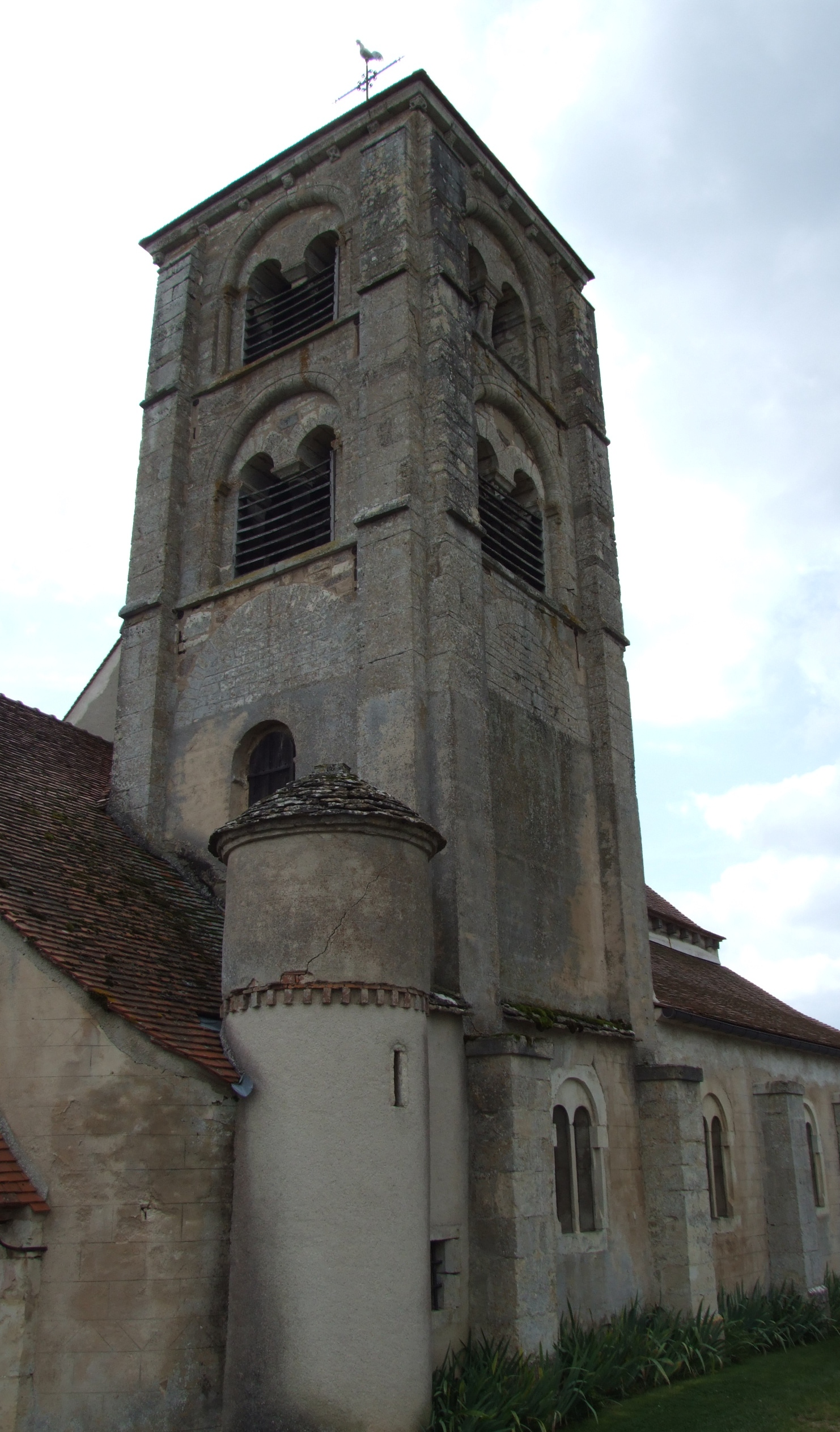
Kirche Saint-Jean-Baptiste
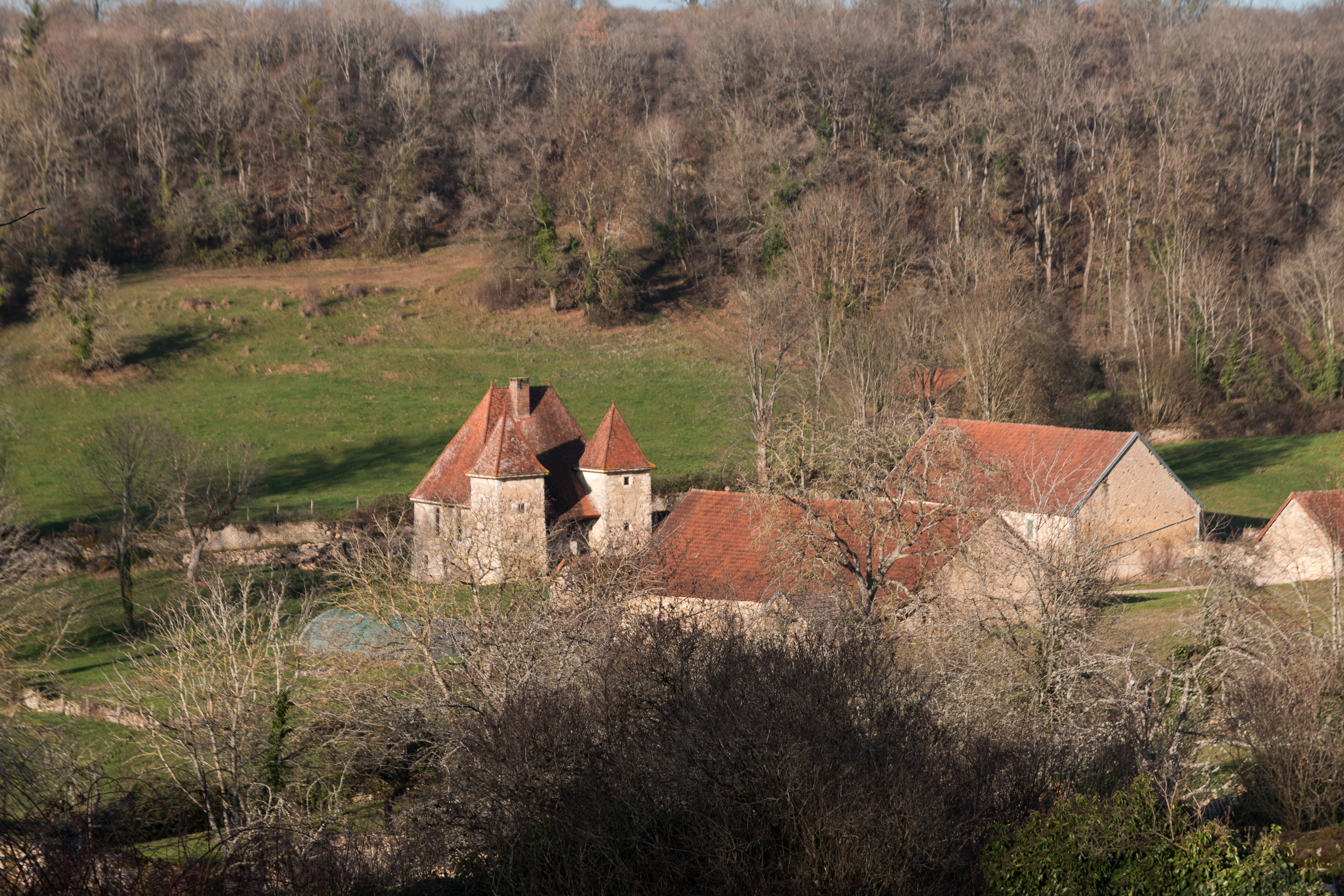
Herrenhaus in Gincey